# Bystrzyca Dusznicka

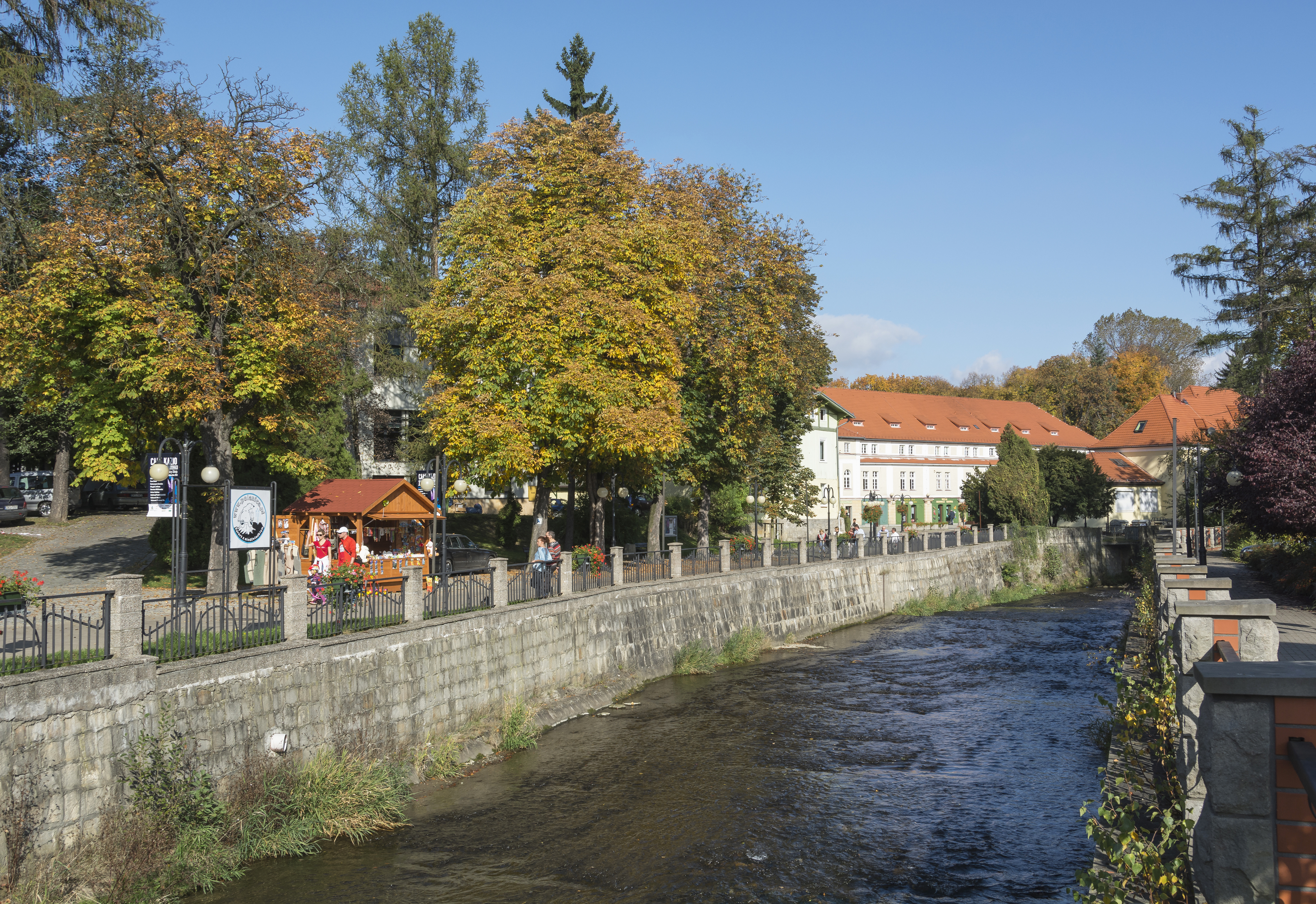
Bystrzyca Dusznicka w Polanicy-Zdroju

Bystrzyca Dusznicka inaczej Bystrzyca Zielona (niem. Reinerzer Weistritz) – rzeka w południowo-zachodniej Polsce, lewy dopływ Nysy Kłodzkiej. Długość – 33 km, powierzchnia zlewni – 201 km².

## Przebieg i opis
Źródła rzeki znajdują się w Górach Orlickich (Sudety Środkowe), na stokach Hutniczej Kopy w pobliżu Zieleńca. W górnym biegu powyżej Dusznik-Zdroju jej dolina stanowi granicę między Górami Orlickimi i Górami Bystrzyckimi. Rzeka płynie głęboką doliną z kilkoma odcinkami przełomowymi (np. Smocze Gardło). Następnie płynie przez Obniżenie Dusznickie, tworząc między Szczytną a Polanicą-Zdrojem przełomową Piekielną Dolinę. Bystrzyca Dusznicka uchodzi do Nysy Kłodzkiej powyżej Kłodzka.
W dorzeczu tej rzeki spotyka się liczne źródła mineralne, np. w Dusznikach-Zdroju, Polanicy-Zdroju, Starym Wielisławiu i Bobrownikach (dzielnicy Szczytnej).

### Suchy zbiornik retencyjny
W dolinie Bystrzycy Dusznickiej, pomiędzy miejscowościami Szalejów Górny i Szalejów Dolny zostanie zbudowany suchy zbiornik retencyjny o maksymalnej pojemności 9,9 mln m³. Powierzchnia zalewowa przy maksymalnym piętrzeniu wyniesie 118,7 ha. Długość zapory będzie równa 735 m. W najwyższym punkcie będzie wysoka na 19,3 m. Umożliwi kontrolowanie 64% całkowitej zlewni rzeki. Projekt zostanie zrealizowany przez chińskie przedsiębiorstwo Power China. Wartość projektu została oszacowana na 156,74 mln zł.

Zbiornik wraz z planowanymi zbiornikami w Boboszowie, Roztokach Bystrzyckich oraz Krosnowicach będzie częścią systemu ochrony przeciwpowodziowej powiatu kłodzkiego, który w ostatnich kilkunastu latach dotknęły trzy duże powodzie – w 1997, 1998 i 2011.
Dopływy:
- lewe:
  - Młynówka
  - Wapienny Potok
  - Biały Potok
  - Lipnicki Potok
  - Cicha
  - Kamienny Potok

- prawe:
  - Elizówka
  - Jastrzębnik
  - Księży Potok
  - Rogoziniec
  - Kliniak
  - Wielisławka

Miasta nad Bystrzycą Dusznicką:
- Duszniki-Zdrój
- Szczytna
- Polanica-Zdrój
- Kłodzko (dzielnice Zagórze i Książek)

## Galeria

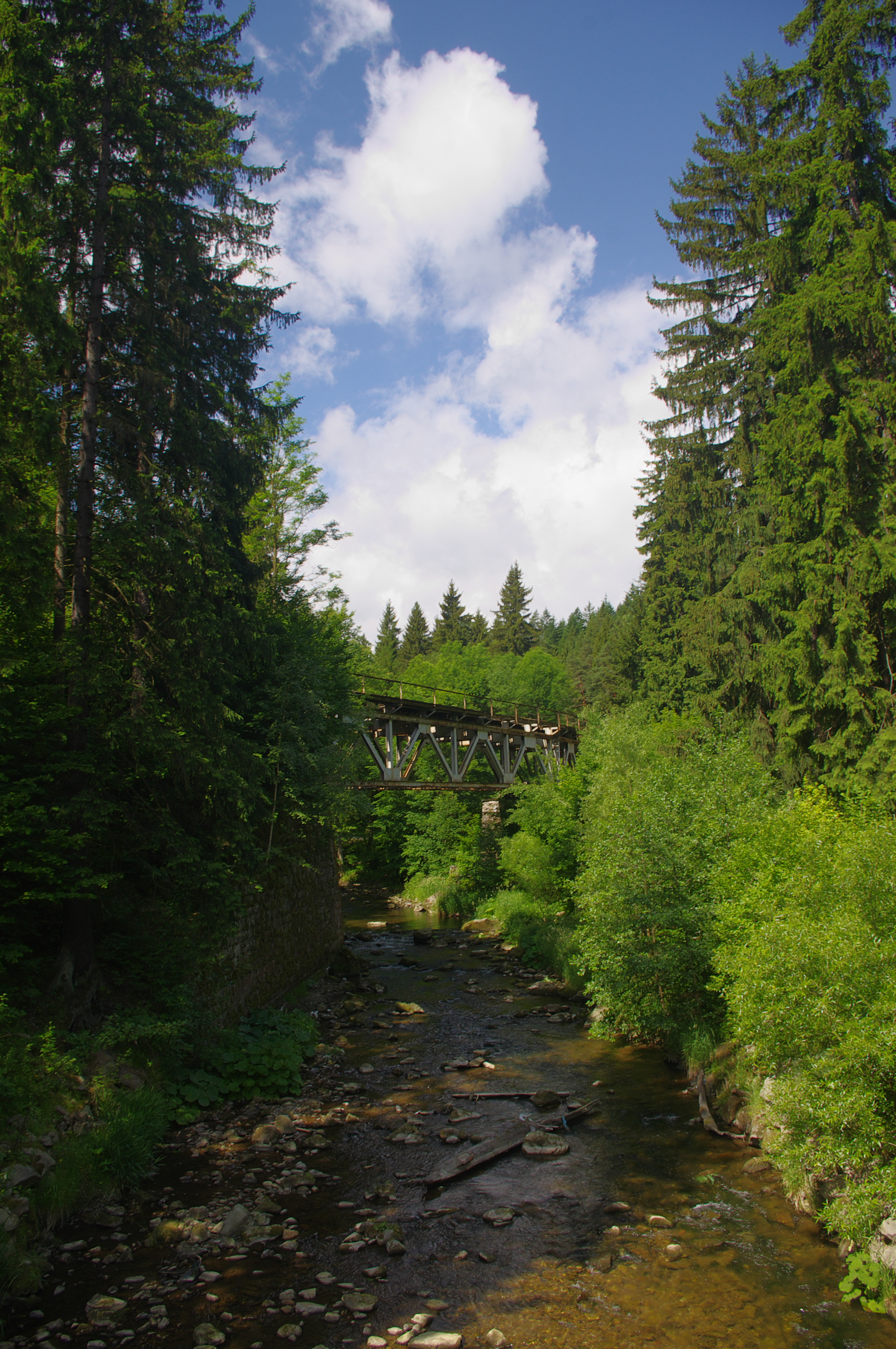
Bystrzyca Dusznicka pomiędzy Szczytną a Polanicą-Zdrojem
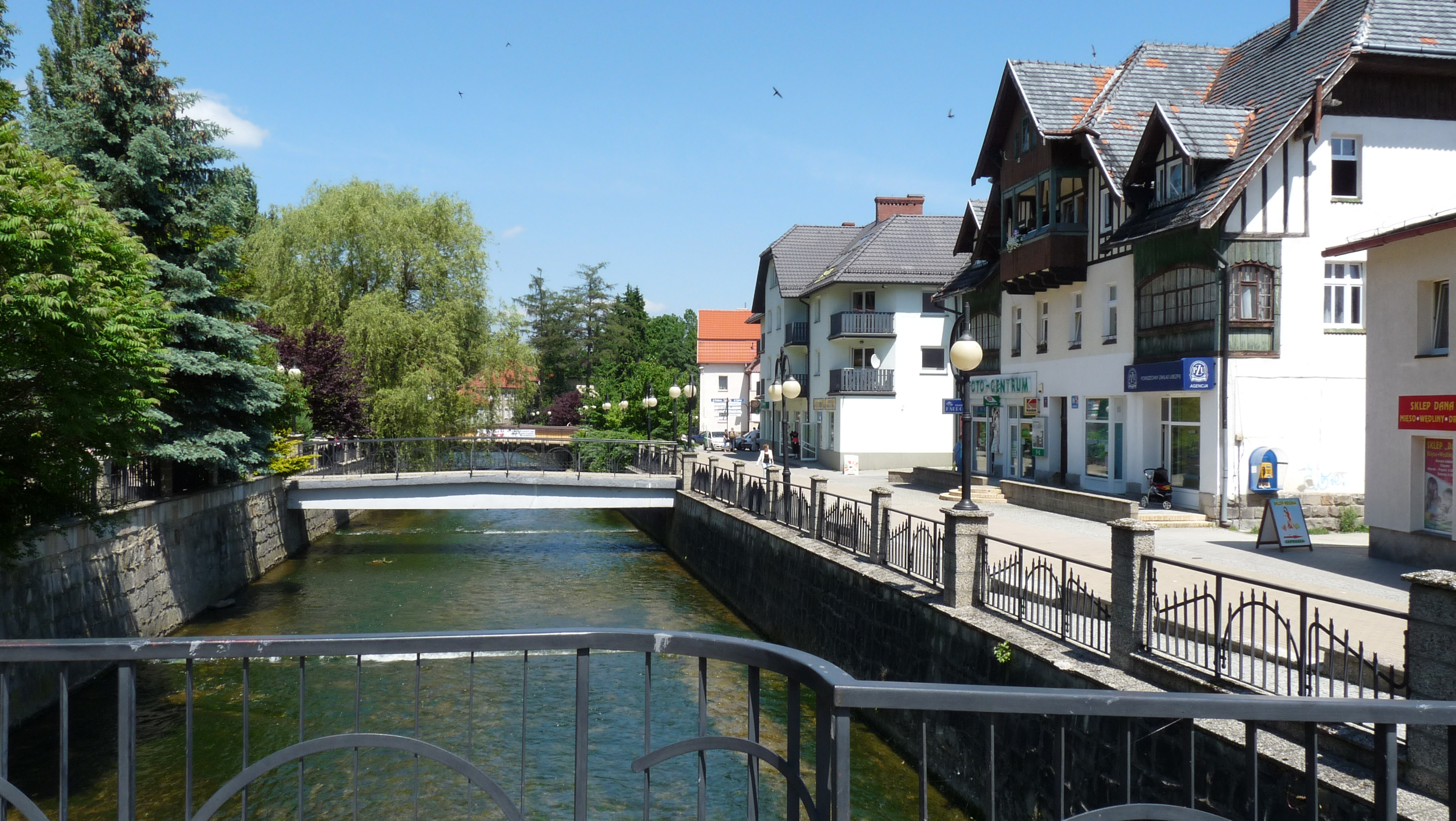
W Polanicy-Zdroju
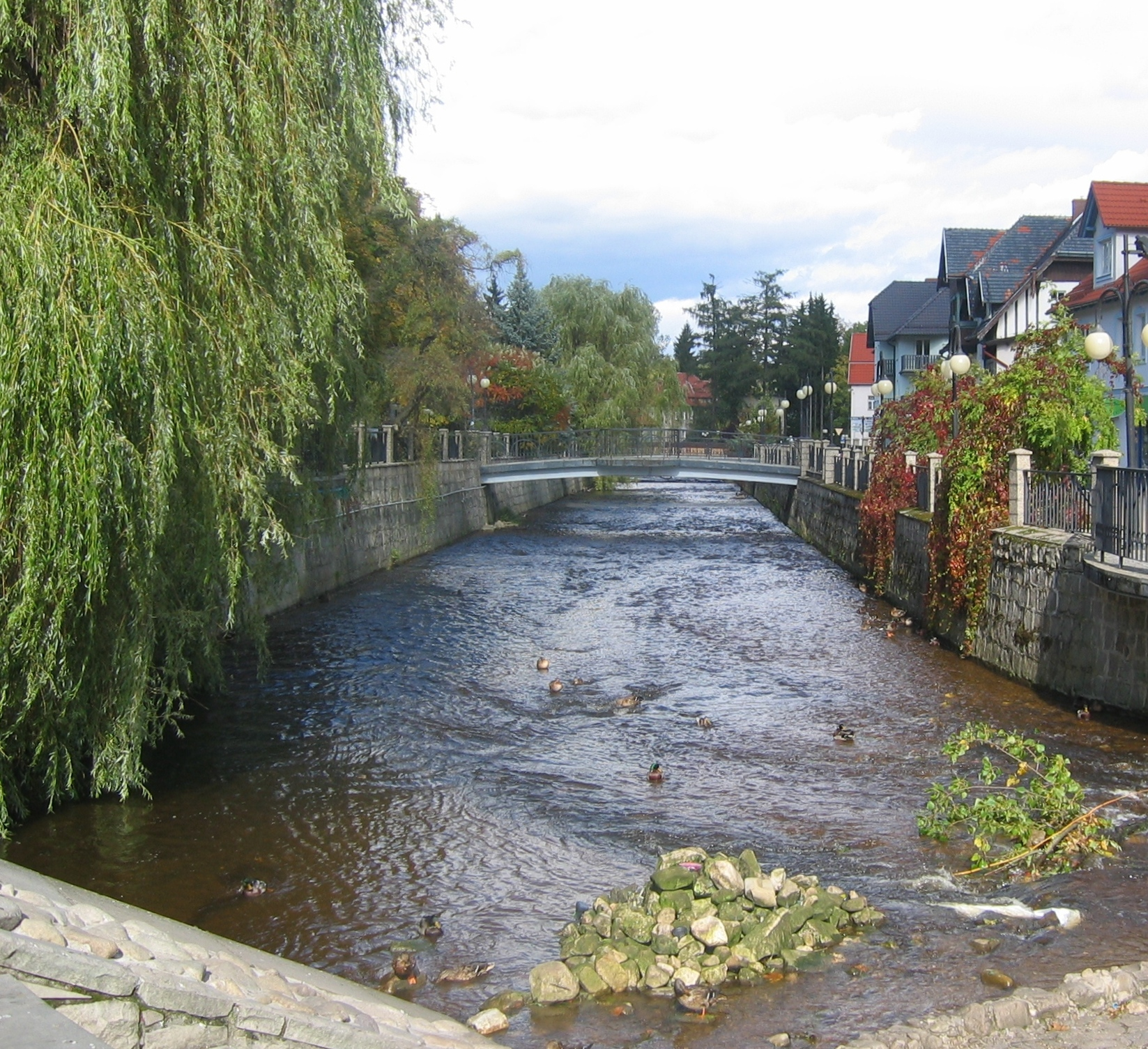
W Polanicy-Zdroju
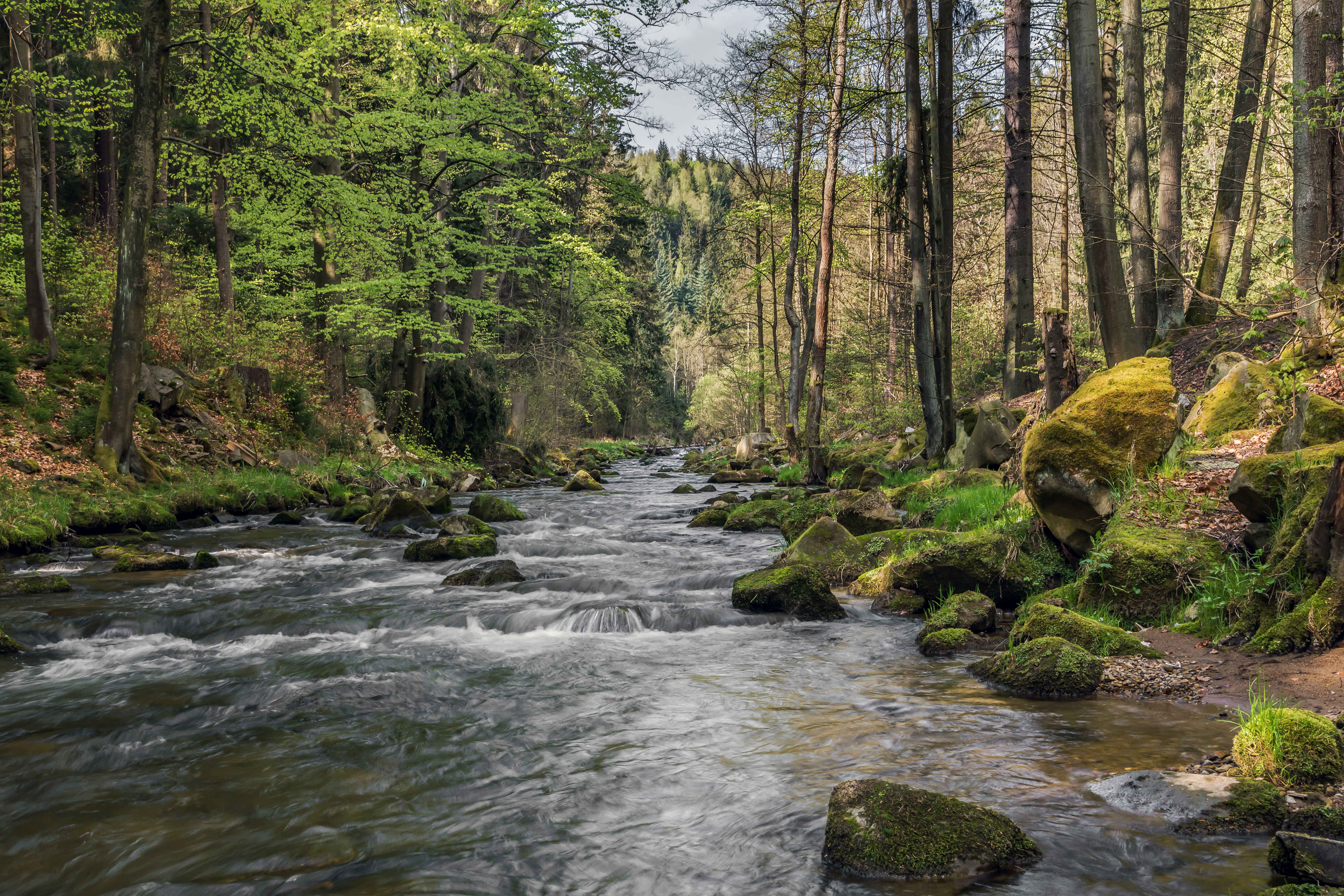
W Piekielnej Dolinie